# Мартинијело (Напуљ)
Мартинијело је насеље у Италији у округу Напуљ, региону Кампанија.
Према процени из 2011. у насељу је живело 35 становника. Насеље се налази на надморској висини од 42 м.